# Cristóbal Márquez Crespo
Cristóbal Márquez Crespo   (Madrid, 21 d'abril de 1984) més conegut simplement com a Cristóbal és un futbolista professional madrileny. Actualment, és jugador del CF Fuenlabrada de la Segona Divisió B.

## Trajectòria futbolística
Després del seu pas per les categories inferiors del Vila-real CF i diverses cessions, l'estiu del 2010, ascendí al primer equip amb tots els efectes procedent de l'equip filiat groguet. Equip amb el qual ascendí a la segona divisió i hi jugà una temporada.
Debutà a la Primera Divisió el 15 de gener de 2011. Era la dinovena jornada del Campionat de Lliga 2010/11, en un partit en què el Vila-real CF guanyà al CA Osasuna per 4-2. Entrà al terreny de joc al minut 41 de la segona part substituint a Borja Valero.
A finals de març del 2011 el jugador és cedit a l'Elx CF fins a final de temporada. Durant aquest període juga també l'eliminatòria d'ascens de l'equip valencià a la Primera Divisió.
L'11 de juliol del 2011 es va fer oficial el seu traspàs a l'FC Karpaty Lviv ucraïnès.
El 28 de gener del 2012 tornà cedit a l'Elx CF fins a finals de temporada.
L'octubre del 2013 va fer-se oficial el seu fitxatge per Auckland City FC. Equip amb qui va disputar el Mundial de clubs del 2013.
Després d'aquest pas fugaç per Nova Zelanda, el jugador va firmar per l'Olympiakos Volou de l'última divisió professional grega.